# ایوو رادوفنیکوویچ
ایوو رادوفنیکوویچ (کرواتی: Ivo Radovniković؛ ۹ فوریهٔ ۱۹۱۸ – ۲۷ اکتبر ۱۹۷۷) بازیکن و مربی فوتبال اهل جمهوری فدرال سوسیالیستی یوگسلاوی بود.
از باشگاه‌هایی که در آن بازی کرده‌است می‌توان به باشگاه فوتبال هایدوک اسپلیت اشاره کرد.